# Aldama
Aldama là một chi thực vật có hoa trong họ Cúc (Asteraceae).

## Loài
Chi Aldama gồm các loài: